# Симфонія № 8 (Дворжак)

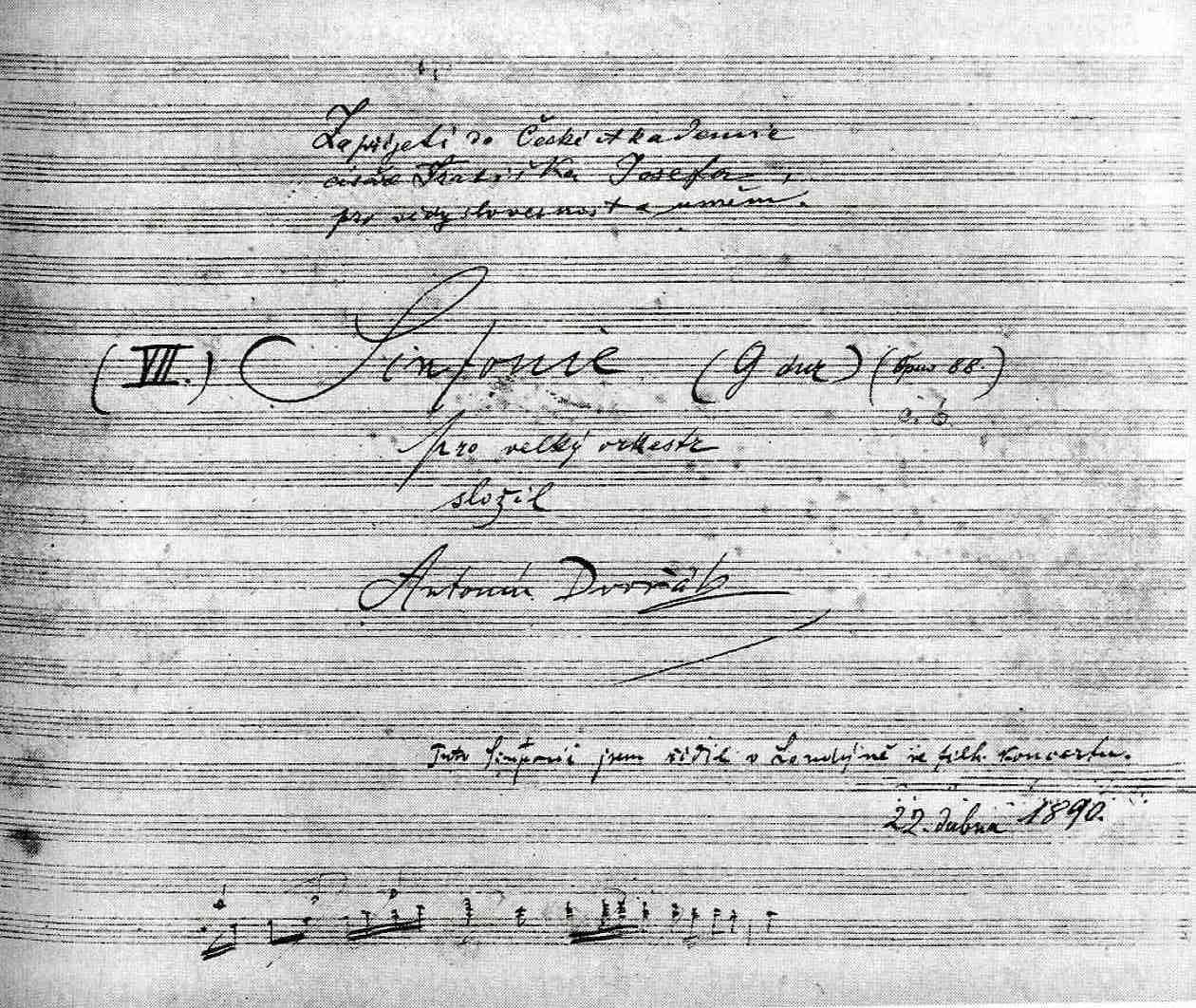
Титульна сторінка рукопису 8-ї симфонії

Симфонія № 8 op. 88, Соль мажор, «Богемська» — симфонія Антоніна Дворжака, написана в 1889 році. Вперше прозвучала 2 лютого 1890 року у Празі під орудою автора.
Складається з чотирьох частин:
1. Allegro con brio
2. Adagio
3. Allegretto grazioso
4. Finale: Allegro ma non troppo